# Powiat Ukiha
Powiat Ukiha (jap. 浮羽郡 Ukiha-gun) – dawny powiat w Japonii, w prefekturze Fukuoka. W 2005 roku liczył 33 312 mieszkańców.

## Miejscowości
- Hirokawa

## Historia[2]

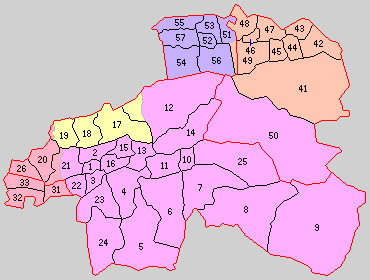
Powiat Ukiha (41–49, 51–57 – 1896 r.)

- Powiat został założony 1 kwietnia 1896 roku w wyniku połączenia powiatów Takeno (1 miejscowość, 6 wiosek) i większości powiatu Ikuha (1 miejscowość, 8 wiosek).
- 1 kwietnia 1929 – w wyniku połączenia wiosek 椿子村 i Ukiha powstała wioska Miyuki. (2 miejscowości, 13 wiosek)
- 1 stycznia 1951 – wioska Miyuki zdobyła status miejscowości. (3 miejscowości, 12 wiosek)
- 1 kwietnia 1951: (3 miejscowości, 8 wiosek)
  - miejscowość Miyuki zmieniła nazwę na Ukiha (jap. 浮羽町) po przyłączeniu wiosek Himeharu, Yamaharu i Ōishi.
  - w wyniku połączenia wiosek 川会村 i Shibakari powstałą wioska Chikuyō.
- 1 grudnia 1954 – miejscowość Tanushimaru powiększyła się o teren wiosek Mizuwake, Chikuyō, Mizunawa, Takeno oraz części wsi Funagoshi. (3 miejscowości, 4 wiosek)
- 1 stycznia 1955 – miejscowość Yoshii powiększyła się o teren wiosek Funagoshi, 江南村, Fukutomi i Chitose. (3 miejscowości)
- 5 lutego 2005 – miejscowość Tanushimaru została włączona w teren miasta Kurume. (2 miejscowości)
- 20 marca 2005 – w wyniku połączenia miejscowości Ukiha i Yoshii powstało miasto Ukiha (jap. うきは市). W wyniku tego połączenia powiat został rozwiązany.